# Grün (Insel)
Grün (im allgemeinen Sprachgebrauch meist der Eindeutigkeit halber Insel Grün genannt) ist eine Insel im Rhein auf rheinland-pfälzischer Seite, die vom Hauptstrom und dem Lingenfelder Altrhein gebildet wird. Sie ist 240 Hektar groß und entstand bei der Rheinbegradigung um 1830. Die Insel gehört zur Stadt Germersheim.

## Name
Ihren Namen hat die Insel davon, dass sie ursprünglich unberührtes Rheinauenland war. Heute ist sie laut Bebauungsplan ein Industriegelände, wird jedoch auch landwirtschaftlich genutzt.

## Geschichte

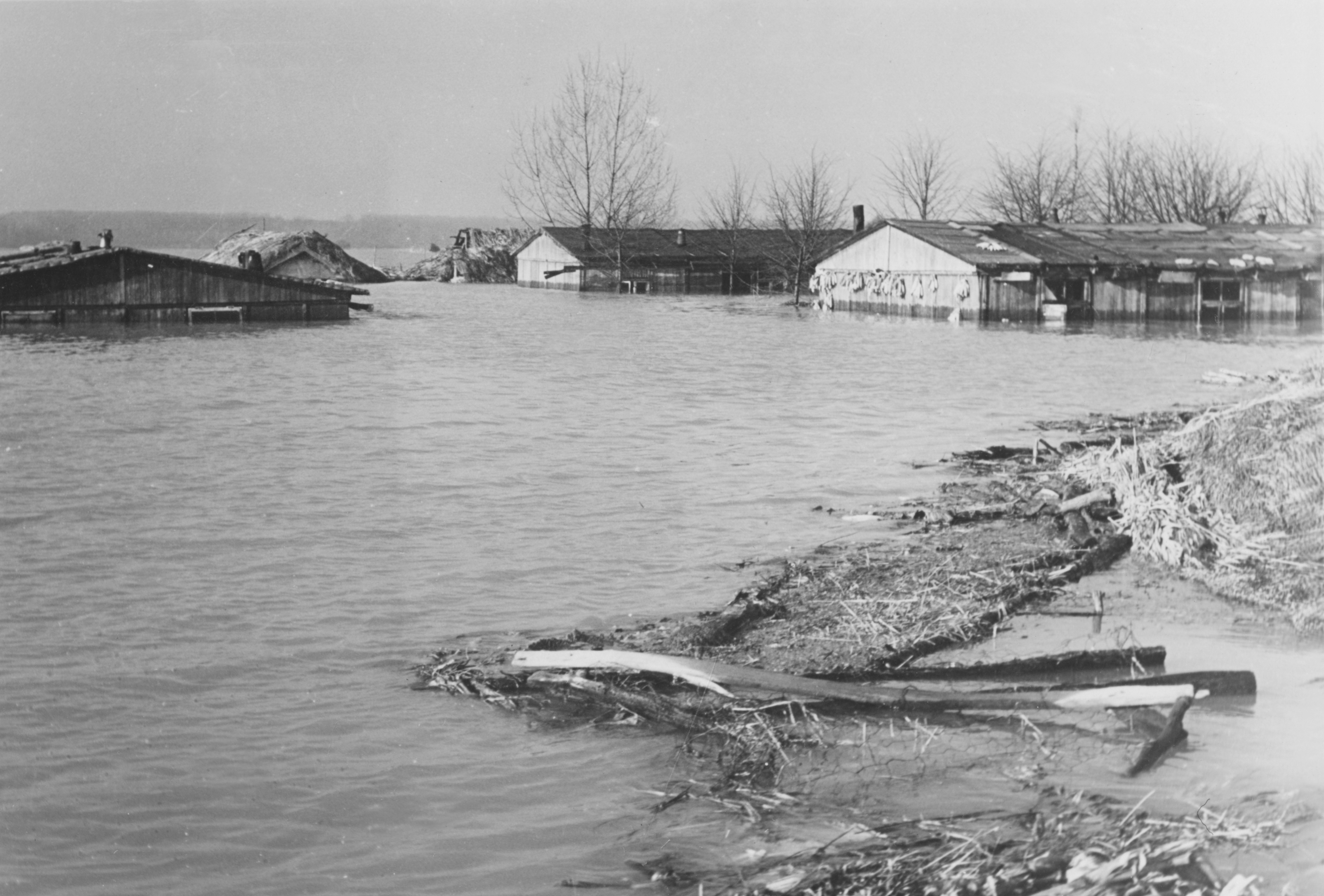
Die Siedlung der Banatdeutschen beim Hochwasser 1955 (Historisches Bildarchiv der Bundeswasserstraßen)

Im Jahr 1943 errichtete eine holländische Familie auf Vermittlung des Reichsernährungsdienstes ein Gut auf der Insel Grün, um dort vor allem Gemüseanbau zu betreiben. 1944 (nach anderer Quelle 1946) wurde die Insel von 60 flüchtenden Banatdeutschen aus der Gegend von Temesvar besiedelt. Sie errichteten ein Dorf mit strohbedeckten Bauernhäusern, bauten auf 85 Hektar Land Kartoffeln und Rüben an und züchteten Hühner. 1955 wurde die Insel komplett überflutet, nachdem mutmaßlich Fahrzeuge der US-amerikanischen Streitkräfte, die aufgrund eines vorherrschenden Hochwassers angeordnete Evakuierungsmaßnahmen vornahmen, den aufgeweichten Hochwasserdamm der Insel beschädigten. Nach dieser Katastrophe beschlossen die Banatdeutschen, nicht mehr auf die Insel Grün zurückzukehren.
Für Aufruhr sorgte das Rockfestival 2. British Rock Meeting vom 20. bis 22. Mai 1972, das auf der Insel Grün stattfand: Erst nach Anlaufen des Kartenvorverkaufes erfuhren die Oberen der Stadt Germersheim von diesem Festival und verboten es umgehend. Jedoch setzte sich bald die Erkenntnis durch, dass der Massenansturm der Besucher nicht mehr zu bremsen wäre und die Durchführung des Festivals das kleinere Übel sei. Deshalb wurde das Verbot am 18. Mai 1972 aufgehoben, und das Festival konnte wie geplant durchgeführt werden. Etwa 100.000 Besucher hörten Bands wie Pink Floyd, Status Quo, die Spencer Davis Group, Uriah Heep, die Kinks oder Wishbone Ash.
Ab 1969 bestanden Planungen der Firma Lion Refining Deutschland GmbH auf der Insel eine Ölraffinerie zu errichten. In den folgenden Jahren wurde auch das Gut aufgegeben. Im Zuge der von der rheinland-pfälzischen Landesregierung unterstützten Planungen wurde ein schon länger geplanter Geländetausch mit dem Land Baden-Württemberg vorgenommen, das die Insel gegen Teile der rechtsrheinischen Germersheimer Gemarkung eintauschte. Das Gelände wurde schließlich von der Stadt Germersheim an die Firma Lion Refining veräußert, die allerdings 1972 Konkurs anmeldete, ohne dass Baumaßnahmen eingeleitet worden wären. Daraufhin übernahm BP die Firma und damit auch das Gelände. Die Pläne von BP sahen zunächst die Errichtung eines Tanklagers vor, wobei längerfristig weiterhin der Bau einer Raffinerie angedacht war. Letztlich wurde erneut keiner dieser Pläne umgesetzt.
Im Januar 1983 kaufte die damalige Daimler-Benz AG das zwischenzeitlich wieder im Besitz der Stadt befindliche Inselgelände zur Errichtung eines Zentrallagers für Pkw- und Nutzfahrzeugteile. Nach dem Ersten Spatenstich 1984 und dem offiziellen Baubeginn im April 1986 wurde das Lager im Juli 1990 in Betrieb genommen. Das Global Logistics Center Germersheim ist heute das weltweit größte Ersatzteillager der Automobilbranche. Zwischen 2006 und 2008 beabsichtigte zudem der Energiekonzern EnBW auf dem Daimler-Gelände ein 900 Megawatt-Steinkohlekraftwerk zu errichten.